# Joias de Diana, Princesa de Gales
Diana, Princesa de Gales, possuía uma coleção de joias tanto como membro da Família Real Britânica quanto como pessoa física. Estes eram separados das regalias da coroação e de estado das joias da coroa. A maioria de suas joias eram presentes da realeza estrangeira, emprestados pela Rainha Elizabeth II, presentes de casamento, comprados pela própria Diana, ou relíquias de família pertencentes à Família Spencer.
Suas joias eram uma mistura de pedras preciosas e bijuterias, as quais ela adquiria na Butler & Wilson de Londres, Inglaterra, muitas vezes relatadas pela mídia como sendo joias de “inestimável valor”, o que a princesa achava divertido. A maioria das joias data dos séculos XIX e XX. Ela também tinha uma vasta coleção de acessórios de ouro que muitas vezes passavam despercebidos e eram subestimados pela mídia.
Em ocasiões formais, como banquetes, a Princesa normalmente usava joias emprestadas a ela pela Rainha, que possuía mais de 300 peças de joias. As noras de Diana, Catherine, Princesa de Gales, e Meghan, Duquesa de Sussex, já usaram várias peças de sua coleção.

## Primeiras joias
Nascida em uma rica família aristocrática, Lady Diana Spencer possuía algumas joias de alta qualidade. Antes de seu casamento com o Príncipe Charles, ela costumava usar uma aliança trinity Cartier, formado por três anéis de ouro amarelo, no dedo mínimo da mão direita, e um anel da eternidade, de diamante e ouro branco, da coleção de sua família, em seu terceiro dedo.
Os anéis permaneceram na coleção da princesa, mas raramente foram vistos em público durante seu casamento. Ocasionalmente ela era fotografada usando os dois anéis na mão esquerda. Ela também usava o anel de sinete de sua família, que usava em combinação com seus outros anéis.
Quando adolescente, Diana usava uma gargantilha de ouro com um pingente em forma de 'D'. Em 2017, um colar e com pingente de 'D', em prata de lei, de propriedade da Princesa quando adolescente, foi vendido em leilão por cerca de US$ 8.000. Diana foi fotografada usando o colar quando era assistente de creche enquanto ainda namorava Charles. Em seu aniversário de 16 anos, seus amigos lhe presentearam com um colar com a inicial em ouro. Ela também foi fotografada usando brincos de prata de lei com cinco diamantes. Depois de se casar com Charles, ela continuou a usar o colar, mas de forma ocasional. A futura Princesa tinha ainda uma coleção de pulseiras e braceletes esmaltados, que usava com frequência quando era adolescente.
Aos 16 anos, Diana foi madrinha no casamento de sua irmã Jane com Robert Fellowes, em 20 de abril de 1978. Ela usou um par de brincos de pérolas e um colar de pérolas. Os brincos de pérola já eram usados por Diana desde 1975, e foram vistos pela última vez na princesa em 1990, durante a inauguração de uma delegacia de polícia, na rua Fore Street, numero 462, em Edmonton, na Grande Londres, Inglaterra.
Em seu aniversário de 18 anos, Diana ganhou uma colar de pérolas triplas da família Spencer. Ele consistia em três fileiras de pérolas com fecho de turquesa e pérola. O fecho só era visível quando combinava com a cor da roupa, caso contrário, ficava escondido nas costas. A princesa mais tarde alterou o fecho para ser todo de pérolas. Ambas as irmãs mais velhas de Diana também ganharam colares similares em seus aniversários de 18 anos. Aos 18 anos, enquanto morava em seu apartamento na Coleherne Court, número 60, em Londres, Inglaterra, seu apartamento foi assaltado e ela teve a maior parte de suas joias roubadas.
Um dos primeiros presentes que Diana recebeu do Príncipe Charles foi um anel da eternidade, o qual ela usava regularmente.

## Joias do casamento
O casamento de Charles e Diana ocorreu em 29 de julho de 1981, na Catedral de São Paulo, em Londres, Inglaterra. A Princesa usou muito poucas joias em seu casamento. Ela usou brincos de diamante que pertenceram a sua mãe, Frances Shand Kydd, além da tiara da família Spencer, seu anel de noivado, e uma aliança de casamento colocada em seu dedo por Charles na cerimônia. Seus estilistas de vestidos de noiva, David e Elizabeth Emanuel, também anexaram um pingente em forma de ferradura, de ouro 18 quilates cravejado de diamantes brancos, na etiqueta do vestido.